# Edwin Rivera Sifuentes
Edwin Rivera Sifuentes (Sopachuy, Bolivia, 1 de septiembre de 1989) es un futbolista boliviano. Juega como centrocampista y su actual equipo es Independiente Petrolero de la Primera División de Bolivia.

## Clubes
| Club                    | País    | Año           |
| ----------------------- | ------- | ------------- |
| Fancesa                 | Bolivia | 2010-2014     |
| San José                | Bolivia | 2015 - 2016   |
| Universitario (USFX)    | Bolivia | 2016 - 2017   |
| Blooming                | Bolivia | 2017          |
| Universitario (USFX)    | Bolivia | 2018          |
| Real Potosí             | Bolivia | 2019          |
| Aurora                  | Bolivia | 2019 - 2020   |
| Atlético Palmaflor      | Bolivia | 2021          |
| Always Ready            | Bolivia | 2022          |
| Independiente Petrolero | Bolivia | 2023          |
| San Antonio Bulo Bulo   | Bolivia | 2024          |
| Independiente Petrolero | Bolivia | 2025-presente |

## Palmarés

### Torneos cortos
| Título          | Club                  | Año  |
| --------------- | --------------------- | ---- |
| Torneo Apertura | San Antonio Bulo Bulo | 2024 |